# Ижорски език
Ижорският език е роден за етническата група ижори, които живеят в днешна Ленинградска област на Русия. Днес е застрашен от изчезване.

## Писменост
Създадена е през 30-те години на 20 век въз основа на латинската азбука: a ä в v g d e ž z i j k l m n o ö p r s t u y f h c ç ş ь. През 1938 година с ликвидирането на ижорската автономия се прекратява обучението и издаването на книги на ижорски език.